# Gloria Hooper (athlétisme)
Pour les articles homonymes, voir Hooper et Gloria Hooper.
Gloria Hooper (née le 3 mars 1992 à Villafranca di Verona) est une athlète italienne, spécialiste du sprint et du relais.

## Biographie
Les parents de Gloria Hooper sont Ghanéens.
Après une médaille d'argent lors des Championnats d'Europe juniors, elle obtient deux médailles de bronze lors des Championnats d'Europe espoirs à Tampere. Son meilleur temps est de 22 s 95, obtenu en série des Championnats d'Europe à Helsinki, le 29 juin 2012.
Après trois ans de résultats peu performants, elle se qualifie en séries des Championnats du monde à Pékin, en courant 22 s 99, son deuxième meilleur temps.
Le 30 avril 2016, elle porte son record sur 100 m a 11 s 34 (vent favorable de 1,6 m/s) à Clermont (États-Unis), après l'avoir porté à 11 s 39, le 22 avril (+0.2) à Gainesville, FL	.

## Palmarès
| Date | Compétition                       | Lieu      | Résultat | Épreuve   | Temps         |
| ---- | --------------------------------- | --------- | -------- | --------- | ------------- |
| 2011 | Championnats d'Europe juniors     | Tallinn   | 7e       | 200 m     | 23 s 95       |
| 2011 | Championnats d'Europe juniors     | Tallinn   | 2e       | 4 × 100 m | 44 s 52       |
| 2013 | Championnats d'Europe espoirs     | Tampere   | 3e       | 200 m     | 23 s 24       |
| 2013 | Championnats d'Europe espoirs     | Tampere   | 3e       | 4 × 100 m | 43 s 86       |
| 2016 | Championnats d'Europe             | Amsterdam | 7e       | 4 x 100 m | 43 s 58       |
| 2017 | Championnats d'Europe par équipes | Lille     | 3e       | 4 x 100 m | 43 s 38       |
| 2017 | Championnats d'Europe par équipes | Lille     | 5e       | 4 x 400 m | 3 min 29 s 84 |
| 2018 | Jeux méditerranéens               | Tarragone | 2e       | 200 m     | 23 s 09       |
| 2018 | Jeux méditerranéens               | Tarragone | 3e       | 4 x 100 m | 43 s 63       |
| 2018 | Championnats d'Europe             | Berlin    | 7e       | 4 x 100 m | 43 s 42       |
| 2019 | Relais mondiaux de l'IAAF         | Yokohama  | 5e       | 4 x 100 m | 44 s 29       |
| 2019 | Championnats d'Europe par équipes | Bydgoszcz | 7e       | 200 m     | 23 s 46       |
| 2019 | Championnats du monde             | Doha      | 7e       | 4 x 100 m | 42 s 98       |
| 2022 | Jeux méditerranéens               | Oran      | 1re      | 4 x 100 m | 43 s 68       |

## Records
| Épreuve | Épreuve   | Temps   | Lieu       | Date            |
| ------- | --------- | ------- | ---------- | --------------- |
| 60 m    | En salle  | 7 s 29  | Portland   | 19 mars 2016    |
| 100 m   | Plein air | 11 s 34 | Clermont   | 30 avril 2016   |
| 200 m   | Plein air | 22 s 89 | Rieti      | 26 juin 2016    |
| 200 m   | En salle  | 23 s 97 | Birmingham | 16 janvier 2016 |